# Crotoniidae
Crotoniidae zijn  een familie van mijten. Bij de familie zijn 10 geslachten met circa 165 soorten ingedeeld.